# Pervomajskij rajon (Territorio dell'Altaj)
Il Pervomaiskij rajon (in russo Первомайский район?) è un rajon del kraj di Altaj, in Russia; il capoluogo è Novoaltajsk . Il rajon, istituito nel 1965, ha una superficie di 3.616 chilometri quadrati e una popolazione di circa 51.000 abitanti.